# Acupalpus hydropicus
Acupalpus hydropicus (лат.) — вид жуков рода Acupalpus из семейства жужелиц. США. Распространен от юго-восточного Нью-Гэмпшира (округ Рокингем) до, по крайней мере, северного Иллинойса (округ Кук), на юг до северо-восточной Луизианы и северной Флориды (округ Алачуа).

## Описание
Обитает в низинах: лиственные леса, клюквенные болота, придорожные канавы. Предпочитает влажную почву. Ведёт ночной образ жизни; днем укрывается под мертвыми листьями и камнями. Сезонность: февраль-июль, октябрь. Способность к рассеиванию низкая или отсутствует. Брахиптерные, неспособные к полету. Умеренный бегун. Вид был впервые описан в 1863 году американским энтомологом Джоном Лоренсом Леконтом (1825—1883).